# 日本フレートライナー
日本フレートライナー株式会社（にほんフレートライナー、英: Japan Freight Liner Company）は、鉄道利用運送事業を行う、JR貨物グループの物流会社（連結子会社）。鉄道コンテナによる、鉄道貨物輸送とトラック輸送の一貫したインターモーダル輸送を目的として1969年に設立された。自らは貨物列車を運行しないため、鉄道利用運送事業（フォワーダー）に該当する。
これら鉄道コンテナのトラック輸送は区域トラック事業者も共同して担っており、トラック事業者らの任意団体として日本FL物流協会が存在する。
なおJR貨物グループの鉄道利用運送事業としては、当社のほかに全国通運（50.0%所有）が存在する。

## 歴史
- 1968年 - イギリス国鉄の子会社、Freightliner Ltdが鉄道利用運送事業を開始[7] 。
- 1969年 - 日本国有鉄道の子会社として、日本フレートライナー株式会社が設立[5][4]。東京-大阪間の路線を設定する[4][8]。
- 1973年 - 国鉄コンテナ輸送量の53.3%がフレートライナーとなる[9]。
- 1986年 - ピギーバック輸送開始[5]。
- 1987年 - 国鉄民営化。JR貨物が発足し、その子会社となる[5]。
- 2000年 - ピギーバック輸送を廃止[5]。
- 2006年 - コンテナ荷票を廃止[5]。
- 2016年 - 株式会社ジェイアール貨物・インターナショナルを吸収合併[1][5][3]。
- 2020年 - 東京エフ・エル・サービス株式会社を吸収合併[1][5]。

## 荷主
- カンガルーライナーSS60 （西濃運輸グループ）[10]

## ギャラリー
日本フレートライナーが所有する、鉄道私有コンテナ。

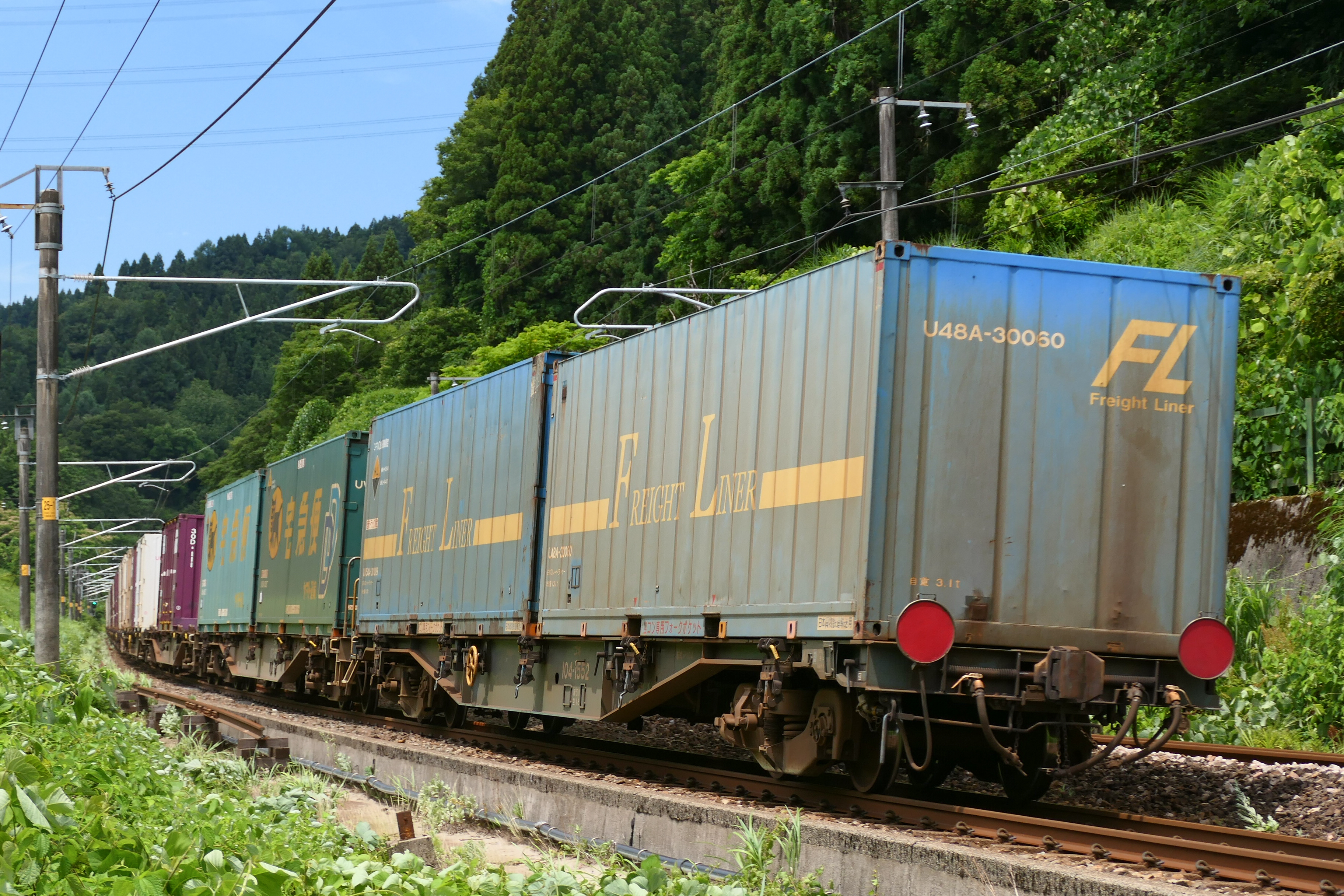
鉄道輸送されるコンテナ
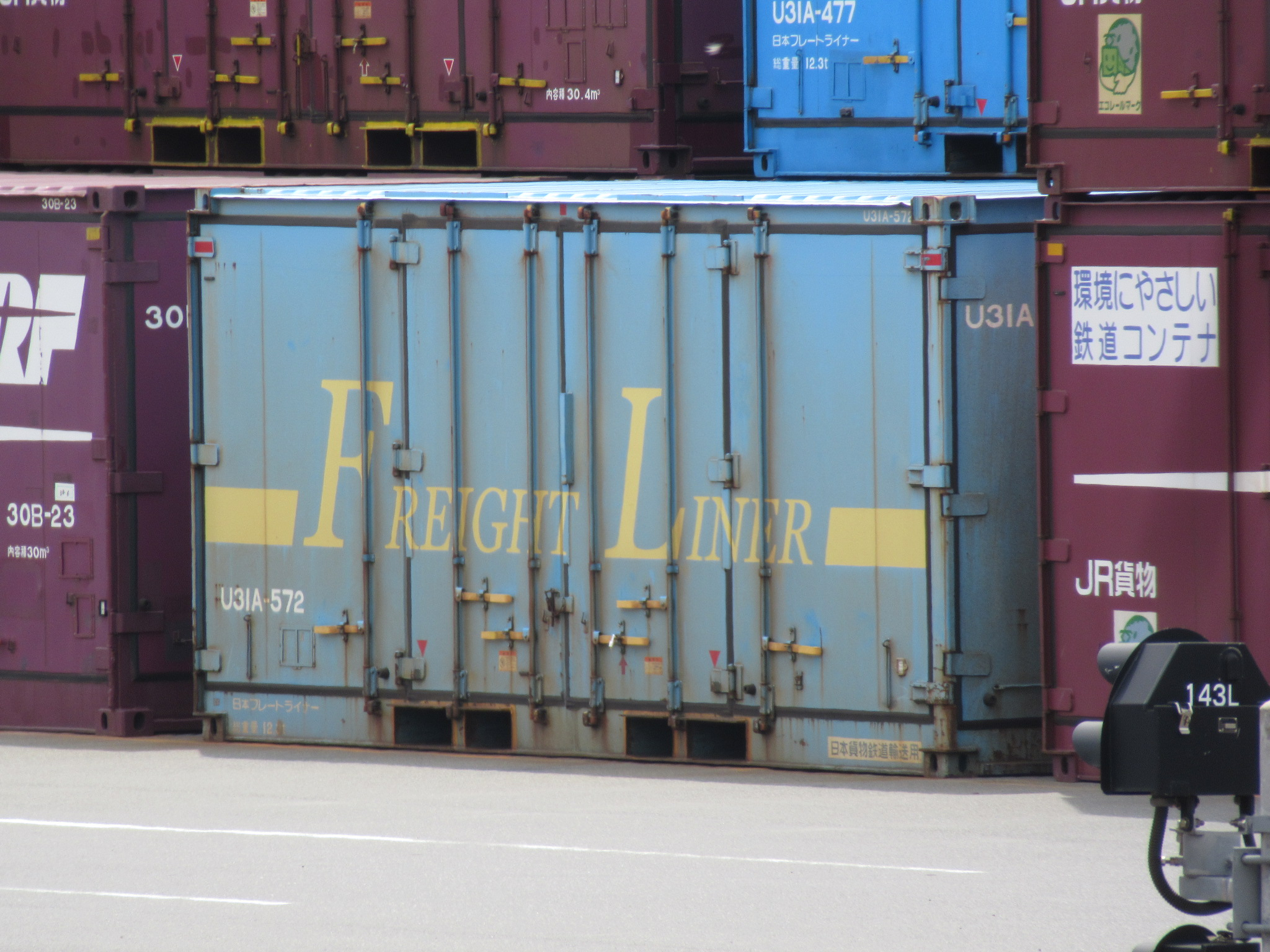
U31A （20ft）
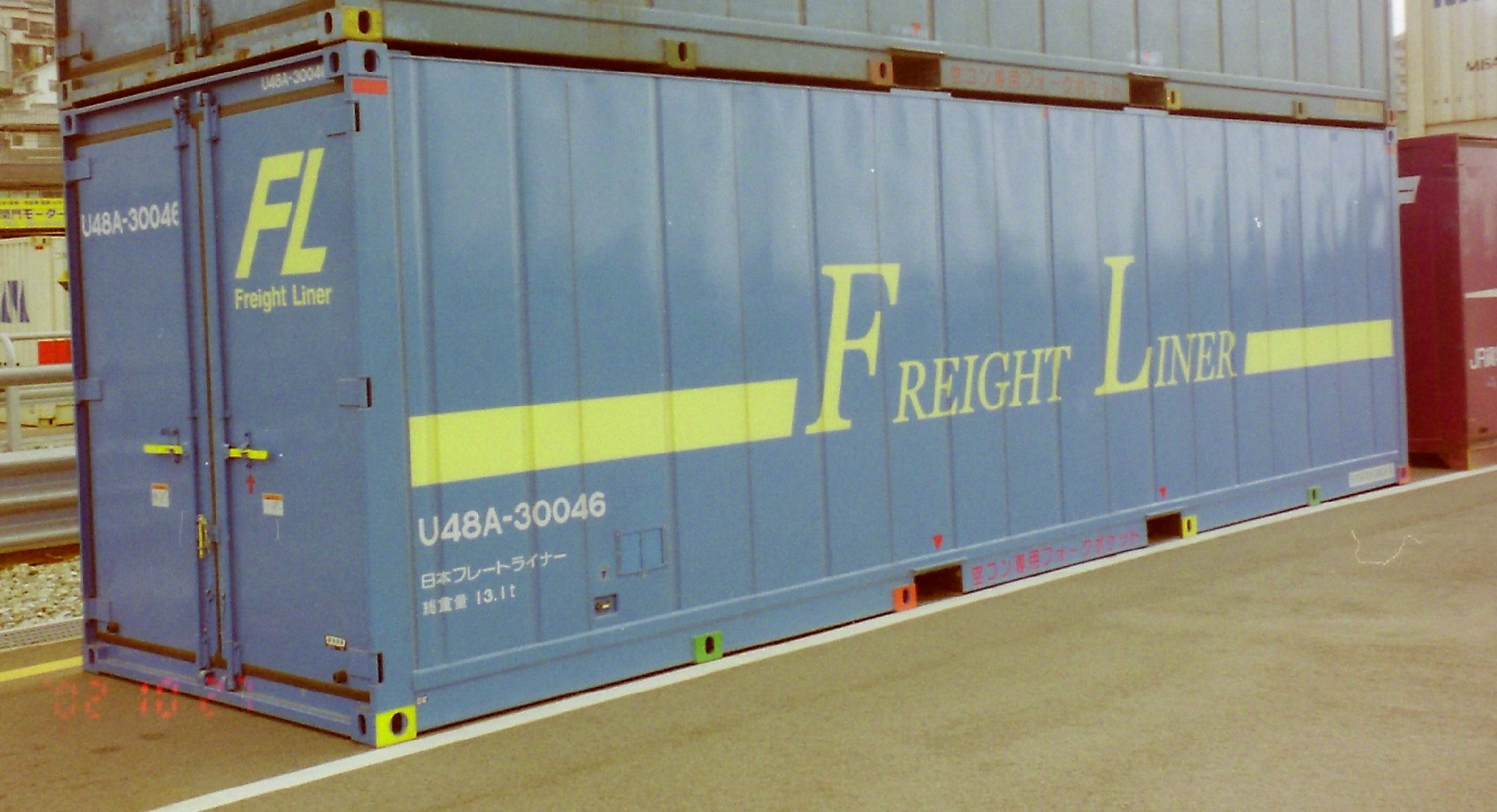
U48A （30ft）
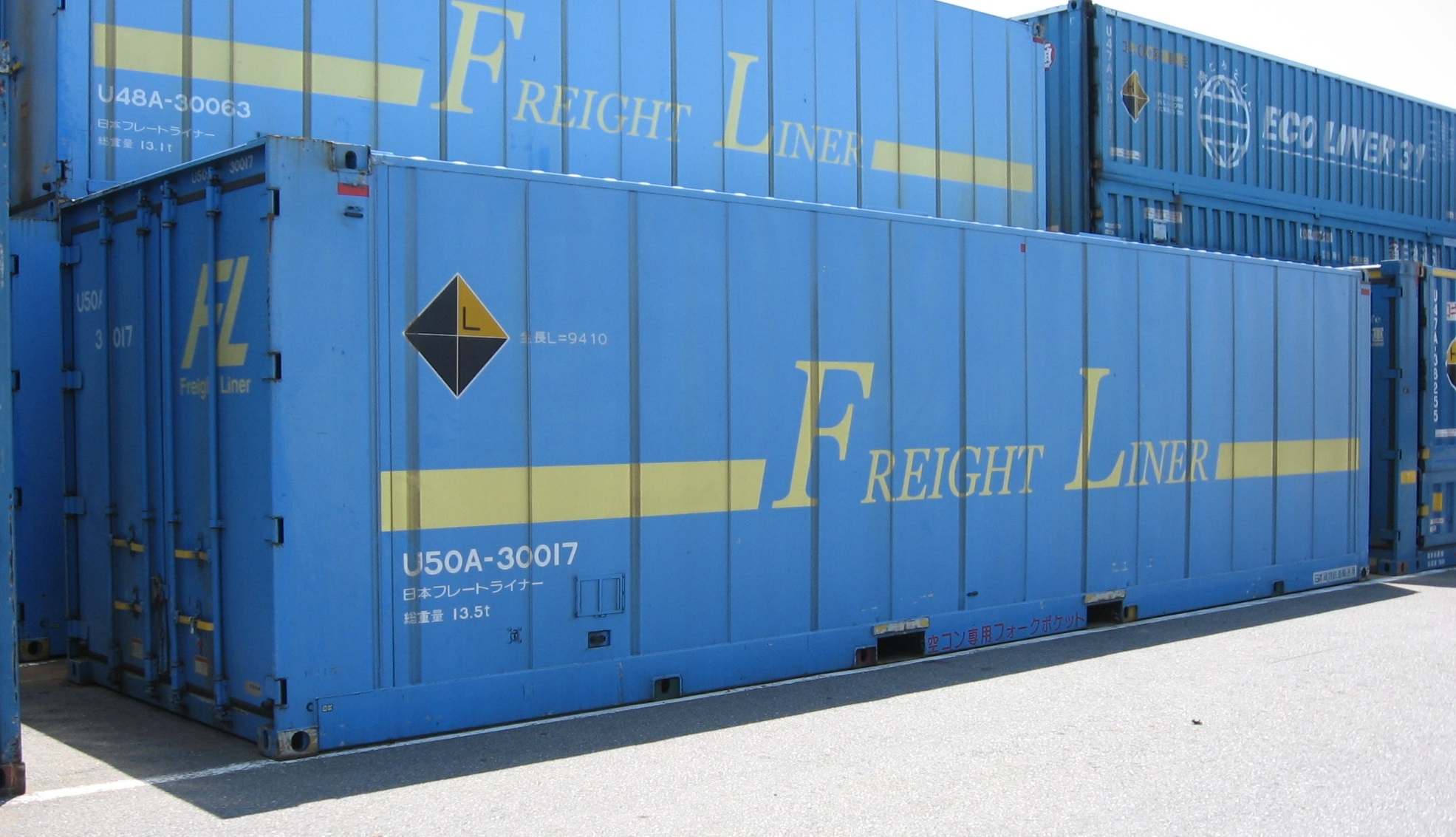
U50A （31ft）